# Inez James
Inez James (New York, 15 november 1919 - Sherman Oaks, 19 december 1993) was een Amerikaans componist van met name filmmuziek. Het meest succesvolle lied waaraan zij heeft geschreven, Vaya con Dios, werd meer dan vijfhonderd maal gecoverd.

## Biografie
James was getrouwd met de filmacteur Clifton Young (1917-1951) en later tot aan diens dood met filmcomponist Larry Russell (1913-1954).
Met Russell werkte ze ook samen als componist voor filmmuziek. Samen met hem en Buddy Pepper schreef ze aan het begin van de jaren vijftig het nummer Vaya con Dios. Het werd een enorme hit die meer van 500 maal werd gecoverd.
Tot met name 1960 schreef ze muziek voor in het totaal minimaal 25 films. Films waar ze muziek voor schreef, zijn bijvoorbeeld de musical When Johnny comes marching home (1942), Follow the boys (1944), This is the life (1944), The winning team (1952), Pillow talk (1959) en Portrait in black (1960). Haar deel aan de titelsong van Pillow talk werd genomineerd voor een Oscar in 1960.
James overleed in 1993. Ze is 74 jaar oud geworden.
- Bibsys: 5006264
- Biblioteca Nacional de España: XX935914
- Bibliothèque nationale de France: cb13799604v (data)
- CiNii: DA17259630
- Gemeinsame Normdatei: 134743601
- International Standard Name Identifier: 0000 0001 1772 2876
- Library of Congress Control Number: nb2001016217
- MusicBrainz: 8377dc19-614f-44b5-93ea-bc1de40a7e24
- Bibliotheek van het Japanse parlement: 001152683
- Nationale Bibliotheek van Tsjechië: mzk2011630003
- Nationale Bibliotheek van Israël: 987008705988505171
- Trove: 815228
- Virtual International Authority File: 79758340
- WorldCat: E39PBJymC4KqtpvCv9CjRpj6Kd